# KSI
Olajide Olayinka Williams "JJ" Olatunji(Fatneek) (născut la 19 iunie 1993), mai cunoscut sub numele de KSI, este un YouTuber englez, personalitate pe internet, muzician și boxer. În 2019, a fost clasat pe locul al doilea de The Sunday Times în lista sa cu cei mai buni 100 de influențatori din Marea Britanie. El face parte din grupul britanic YouTube cunoscut sub numele de Sidemen.
KSI și-a înregistrat principalul cont YouTube în 2009 și a construit următoarele videoclipuri cu comentarii despre jocuri din seria de jocuri video FIFA. Pe măsură ce baza de fani a crescut, conținutul său de pe YouTube s-a diversificat pentru a include videoclipuri în stil vlog și comedie. În martie 2021, el are peste 34 de milioane de abonați și peste 8 miliarde de vizionări video pe cele două canale YouTube.
Albumul de studio de debut al lui KSI în 2020, Dissimulation, a debutat pe locul 2 în topul albumelor din Marea Britanie. El a obținut unsprezece top 40, și șase top 10, single pe Marea Britanie Singles Chart. KSI a apărut în filmul de comedie britanic Laid in America (2016) și a fost subiectul KSI: Can’t Lose (2018), un film documentar în urma acumulării primei sale lupte de box amator împotriva YouTuberului britanic Joe Weller. A fost implicat în alte două evenimente de box împotriva americanului YouTuber Logan Paul, al doilea fiind un meci profesionist.

## Biografie
Olajide Olayinka Williams Olatunji s-a născut la 19 iunie 1993. Tatăl său este din Ibadan, Nigeria, iar mama sa este din Islington, Londra. Crescut în Watford, Hertfordshire, a fost educat la școala Berkhamsted din Berkhamsted, unde a cunoscut viitorul colaborator și membru Sidemen Simon Minter.
Fratele mai mic al lui KSI, Deji, este și YouTuber. Frații s-au clasat pe primul loc și, respectiv, pe locul al doilea ca „Cei mai influenți creatori YouTube din Marea Britanie” de către Tubular Labs în 2015.
La sfârșitul lunii noiembrie 2018, Deji a dezvăluit înregistrările bancare personale ale lui KSI într-un videoclip. Ulterior, KSI a condamnat acțiunile lui Deji și și-a exprimat dezamăgirea față de părinții săi pentru că a permis publicarea documentelor sale financiare. În noiembrie 2019, KSI a dezvăluit că disputa lor a fost rezolvată, afirmând că „frații se luptă și va exista întotdeauna o situație în care, pentru că suntem în ochii publicului, totul este suflat din proporții”.
KSI este un susținător al Arsenal F.C.

## Cariera pe YouTube

### 2008–2013: Inceputuri, clipuri cuFIFAsi controverse
KSI și-a înregistrat primul cont pe YouTube sub numele de utilizator „JideJunior” în 2008, pe când era în adolescență. El și-a înregistrat contul curent de YouTube pe 24 iulie 2009 sub numele KSIOlajideBT, unde a încărcat din dormitorul său de la casa părinților săi din Watford, videoclipuri despre jocuri și comentarii ale seriei de jocuri video FIFA. A renunțat la colegiul al șaselea pentru a-și continua cariera pe YouTube, odată ce câștiga venituri lunare constante din încărcările sale. Într-un interviu din 2014, el a povestit că l-a întrebat pe profesorul său dacă ar trebui să renunțe. Profesorul său a întrebat cât câștigă KSI de pe YouTube, la care KSI a răspuns: „în jur de 1.500 de lire sterline pe lună”, ceea ce era mai mult decât câștiga profesorul său. Părinții săi au dezaprobat inițial, dar mai târziu au devenit un sprijin pentru el și au apărut în mai multe videoclipuri ale sale.
Ulterior, KSI a încărcat mai mult conținut în stil vlog și a jucat o varietate de jocuri, iar în 2012, canalul a ajuns la un milion de abonați.
Ridicarea KSI la faimă nu a fost lipsită de controverse. El a fost criticat pe scară largă pentru „fața de viol” auto-descrisă, o glumă recurentă pe canalul său în 2012 și 2013 și a fost centrul unei controverse în urma hărțuirii sale sexuale față de personalul feminin la un eveniment Eurogamer din 2012. Ca urmare , Microsoft a întrerupt legăturile cu KSI și i s-a interzis evenimentele Eurogamer. Ulterior, KSI și-a cerut scuze „pentru orice infracțiune pe care videoclipul de acum 15 luni l-ar fi putut provoca în scurtul timp în care a fost pe canalul său de pe YouTube, referințe la acesta și apoi utilizate de alte persoane” și și-a declarat dorința de a trece de la incident și „ să fie judecat pe baza conținutului și valorii deosebite pe care le dă mărcilor și partenerilor, fără controverse."

### 2013–2017: Sidemen și extinderea conținutului
În octombrie 2013, KSI a semnat cu subrețeaua Maker Studios, Polaris. Din 19 octombrie 2013, KSI face parte din grupul britanic YouTube cunoscut sub numele de Sidemen. Grupul produce videoclipuri online, cel mai adesea constând în provocări, schițe și comentarii despre jocuri video, precum și în vânzarea de produse Sidemen exclusive.
În 2015, KSI a publicat o biografie intitulată KSI: I Am a Bellend. Cartea a fost lansată pe 24 septembrie 2015 în Marea Britanie și cinci zile mai târziu în Statele Unite, iar KSI a făcut un turneu pentru a susține cartea de la lansare până la 4 octombrie 2015.
În 2016, KSI și Sidemen au publicat Sidemen: The Book, care a vândut 26.436 de exemplare în decurs de trei zile și s-a situat în topul listelor de non-ficțiune.
Pe 4 august 2017, KSI a scris pe Twitter că va părăsi Sidemen, invocând conflicte cu colegul său, Ethan Payne. La scurt timp după aceea, el a lansat o serie de clipuri video care criticau membrii fostului său grup, la care majoritatea membrilor au răspuns înapoi cu ai lor. Mai târziu în acea lună, KSI a lansat un videoclip în care susținea că era deportat din Statele Unite pentru că a primit o viză incorectă. În noiembrie 2017, KSI a lansat un videoclip care discuta dacă presupusa lui cădere cu Sidemen-ul era reală sau falsă, spunând: „[drama] nu era în întregime reală, dar nici nu era în totalitate falsă”.

### 2017–2019: Box pe YoutTube

#### Lupta amatoare împotriva lui Joe Weller
Presupusele ostilități dintre KSI și Youtuberul britanic, Joe Weller, au început spre sfârșitul anului 2017. În urma dezacordurilor publice pe Twitter și a dis-track-urilor dintre pereche, au anunțat că vor găzdui un meci de box amator pe 3 februarie 2018 la Copper Box Arena, Londra, pentru a rezolva disputa. În timpul anunțului, perechea s-a confruntat, KSI batjocorind luptele lui Weller cu depresia și utilizarea antidepresivelor pentru care ulterior și-a cerut scuze.
Lupta a fost câștigată de KSI la 1 minut și 37 de secunde în a treia rundă prin eliminare tehnică. KSI și-a exprimat respectul față de Weller după luptă pentru că a fost „mult mai greu, mult mai dur decât am crezut” și l-a lăudat pentru angajamentul său de a crește gradul de conștientizare pentru sănătatea mintală, înainte de a-l striga pe YouTuberul american Logan Paul, fratele său Jake Paul și fotbalistul retras Rio Ferdinand. Pe YouTube, lupta a atras 1,6 milioane de spectatori live, 21 de milioane de vizionări într-o zi și peste 25 de milioane în următoarele câteva zile. Combaterea a fost descrisă ca fiind cea mai mare luptă de box cu guler alb din istorie.

#### Lupta amatoare împotriva lui Logan Paul
La 24 februarie 2018, s-a anunțat că KSI se va lupta cu YouTuberul american Logan Paul într-un meci de box amator de box cu guler alb. Lupta s-a încheiat ca o remiză majoritară, doi judecători marcând lupta chiar și la 57-57 și un al treilea judecător scor 58-57 în favoarea KSI. A fost descris ca „cel mai mare meci de box cu guler alb din istorie” de către The Independent și „cel mai mare meci de box amator din istorie” de Radio Times. A vândut 21.000 de bilete pentru Manchester Arena, a generat un venit estimat de peste 2,7 milioane de lire sterline (3,5 milioane de dolari / 14.5 milioane de lei) și a fost urmărit de peste 2,25 milioane de telespectatori în direct, inclusiv peste 1,05 milioane de vizionări pay-per-view și 1,2 milioane de vizionări prin fluxuri ilegale pe Twitch.

#### Revanșa profesională împotriva lui Logan Paul
O revanșă între KSI și Paul a avut loc pe 9 noiembrie 2019 la Staples Center, Los Angeles și a fost promovată de Eddie Hearn. Spre deosebire de prima luptă, revanșa a fost o luptă profesionistă fără utilizarea echipamentului de protectie a capului. KSI a fost instruit de boxerul profesionist, Viddal Riley, și Jeff Mayweather, unchiul lui Floyd Mayweather Jr.
Unii jurnaliști i-au criticat pe KSI și Paul pentru că au folosit evenimentul ca „o apucare de bani” și au pus la îndoială legitimitatea meciului ca un meci profesionist sau au pus la îndoială alegerea de a pune meciuri profesionale cu titlu mondial pe un card subteran la doi YouTuberi. Directorul executiv al Comisiei de Stat pentru Atletism din California (organul de sancționare al luptei), Andy Foster, a apărat acuzația că YouTuberii nu sunt în măsură să lupte profesional, spunând într-un interviu că „Dacă nu ar fi vedete pe YouTube, această luptă este încă aprobabil în fiecare comisie din această țară ca sportivi de debut ”. Kevin Draper de la New York Times a remarcat intenția lui KSI, Paul și a organizatorilor de a aduce un nou public într-un sport „stagnant” și subliniază faptul că ambii YouTuberi au căutat antrenori de la boxeri și antrenori campioni mondiali. Mai mulți boxeri profesioniști și-au exprimat sprijinul pentru eveniment, subliniind beneficiile pe care le-ar putea aduce boxului în ceea ce privește extinderea publicului sportiv.
După șase runde de trei minute, KSI a câștigat prin decizie divizată, doi judecători marcând lupta 57-54 și 56-55 pentru KSI, în timp ce al treilea judecător a marcat 56-55 în favoarea lui Paul. Când a fost întrebat despre o posibilă revanșă, Paul și-a exprimat sprijinul pentru idee, dar KSI a respins orice perspectivă a unei a treia lupte împotriva lui Paul, spunând „S-a făcut ... sunt la următorul lucru”.

## Cariera muzicala

### 2015–2016: Primele lansări
După ce a scris și a produs piese de comedie-rap pentru canalul său de YouTube în 2011, KSI și-a lansat single-ul de debut, „Lamborghini”, cu rapperul de stil grime britanic MC P Money, pe 23 martie 2015, împreună cu Dcypha Productions. Melodia a ajuns pe locul 30 în Marea Britanie Singles Chart.
„Keep Up”, piesa principală pentru debutul KSI al piesei prelungite cu același nume, cu Jme, a fost lansată pe 13 noiembrie 2015, ajungând pe locul 45 în UK Singles Chart. EP-ul complet a fost lansat pe 8 ianuarie 2016, prin Island Records, debutând pe locul 13 în topul albumelor din Marea Britanie și numărul unu în topul albumelor R&B din Marea Britanie.
La 29 aprilie 2016, KSI a lansat „Goes Off”, cu Mista Silva, ca primul single din al doilea EP intitulat Jump Around. Al doilea single al EP, „Friends with Benefits”, cu MNDM, a fost lansat pe 29 iulie 2016, ajungând pe locul 69 în Marea Britanie Singles Chart. EP complet a fost lansat pe 28 octombrie 2016 prin Island Records. Una dintre piesele EP, „Touch Down”, cu rapperul și cântăreața Stefflon Don, a apărut pe coloana sonoră a filmului din 2017 Baywatch.

### 2017–2019: Lansări independente
Pe 23 iunie 2017, KSI a lansat în mod independent „Creature”, care a ajuns pe locul 100 în Marea Britanie Singles Chart. „Creature” a fost primul single al celui de-al treilea EP al lui KSI, Space, care a fost lansat independent la 30 iunie 2017. La 6 octombrie a acelui an, KSI a lansat al patrulea EP, Disstracktions, care include piese diss împotriva colegilor W2S și Behzinga. EP a ajuns pe locul 31 în topul albumelor din Marea Britanie și pe locul 1 în topul albumelor din Marea Britanie. Cu o săptămână înainte de lansare, KSI a anunțat că EP va fi „lansarea sa finală” cu Island Records și că va lansa muzică independent.
Pe 2 februarie 2018, KSI a lansat „Uncontrollable”, cu Big Zuu. Cântecul a fost redat în timpul mersului pe ring al lui KSI pentru lupta sa de box împotriva lui Joe Weller și a ajuns pe locul 89 în Marea Britanie Singles Chart. KSI a lansat „On Point” pe 17 august 2018, care a fost jucat în timpul mersului pe ring pentru al doilea său meci de box.
Pe 12 aprilie 2019, KSI a lansat un album de colaborare cu Randolph intitulat New Age. A debutat pe locul 17 în topul albumelor din Marea Britanie și pe locul 1 în topul albumelor R&B din Marea Britanie.

### 2019–2020: Noul acord cu casa de discuri șiDissimulation
Pe 4 noiembrie 2019, s-a anunțat că KSI a semnat cu RBC Records și BMG pentru a „duce [muzica] sa la nivelul următor” și „a-și dezvolta în continuare cariera muzicală în SUA și pe plan internațional”. În acea zi, KSI a confirmat că a început deja să înregistreze primul său album de studio. La 8 noiembrie 2019, „Down Like That”, cu Rick Ross, Lil Baby și S-X, a fost lansat ca single principal al albumului. A fost interpretat live de cei trei artiști prezentați ca muzică de intrare a lui KSI pentru revanșa sa de box împotriva lui Logan Paul. Piesa a atins numărul 10 în UK Singles Chart și a fost certificată de argint de British Phonographic Industry (BPI) pentru vânzări de 200.000 de unități în țară. Alte trei single-uri au precedat albumul: „Wake Up Call”, cu Trippie Redd, care a debutat pe locul 11 în UK Singles Chart; „Poppin”, cu Lil Pump și Smokepurpp, care s-a clasat pe locul 43 în Marea Britanie; și „Houdini”, cu Swarmz și Tion Wayne, care a debutat pe locul șase în UK Singles Chart și a primit o certificare de argint de la BPI.
Albumul de studio de debut al lui KSI, intitulat Dissimulation, a fost lansat pe 22 mai 2020. Albumul a debutat pe locul doi în topul albumelor din Marea Britanie și a fost prezent în alte 15 țări. A fost cel mai bine vândut album de debut al Regatului Unit al unui artist britanic în 2020 și a fost certificat de argint de BPI pentru vânzările a 60.000 de unități în țară. Albumul a generat două alte top 40 single-uri din Marea Britanie, „Cap”, cu Offset și „Killa Killa”, cu Aiyana-Lee. KSI a fost programat să cânte la festivalurile de muzică Parklife, Longitude și Reading și Leeds în 2020 pentru a promova disimularea, dar acestea au fost anulate ulterior din cauza pandemiei COVID-19.
KSI a apărut în „Lighter” (2020) de DJ-ul și producătorul de discuri britanic Nathan Dawe. Melodia s-a clasat pe locul trei în Marea Britanie, unde a fost una dintre cele mai bine vândute melodii din 2020 și a fost certificată platină de BPI pentru vânzări de 600.000 de unități în țară. Piesa a fost nominalizată pentru cel mai bun single britanic la 2021 Brit Awards. KSI a apărut și în „Loose” (2020) al artistului britanic zimbabwean S1mba. Piesa a debutat pe locul 14 în UK Singles Chart.

### 2020–prezent: Al doilea album de studio șiThe Online Takeover
În octombrie 2020, KSI a confirmat că a început să înregistreze al doilea album de studio. Pe 23 octombrie 2020, „Really Love”, cu Craig David și Digital Farm Animals, a fost lansat ca single principal al albumului. A debutat pe locul trei în UK Singles Chart și a fost certificat argint de BPI. La 15 ianuarie 2021, „Don't Play” cu Anne-Marie și Digital Farm Animals a fost lansat ca al doilea single de pe album. Piesa a debutat pe locul doi în Marea Britanie Singles Chart, devenind cel mai înalt single al clasamentului KSI din Marea Britanie până în prezent și a fost certificată argint de BPI. La 12 martie 2021, KSI a lansat al treilea single al albumului, „Patience”, cu Yungblud și Polo G, care a debutat pe locul 3 în UK Singles Chart.
Pe 16 februarie 2021, KSI a anunțat crearea propriei sale case de discuri, numită „The Online Takeover”, în parteneriat cu managerul său de muzică Mams Taylor. La scurt timp, el a anunțat că primul semnat al casei sale de discuri este cântăreața american-britanică Aiyana-Lee.
În 2021, KSI va începe un turneu de concerte în Marea Britanie și Irlanda și va cânta la Parklife, Longitude, TRNSMT și la festivalurile de muzică Reading și Leeds.
În anul 2024 KSI a compus melodia „Thick of It”.

## Venituri și avere
Daily Mirror online a speculat în mod regulat asupra veniturilor și valorii nete ale KSI, raportând în 2014 că venitul său pentru acest an a fost de 1,12 milioane de dolari și că valoarea sa netă a fost de 11 milioane de dolari la sfârșitul anului 2017, crescând la aproximativ 20 de milioane de dolari până în 2019. tabloidul a mai raportat că KSI a fost contractat pentru a câștiga o sumă minimă de 900.000 de dolari din a doua sa luptă împotriva Logan Paul în 2019.
În 2015, câștigurile KSI au fost estimate de Forbes ca fiind peste 4,5 milioane de dolari, clasându-l drept al cincilea YouTuber cel mai bine plătit din lume.
În 2018, revista Esquire a raportat că, potrivit Social Blade, KSI poate câștiga până la 250.000 de lire sterline din venituri publicitare dintr-un videoclip și că recomandările produselor pe rețelele sale de socializare costă în jur de 75.000 de lire sterline. Heavy a raportat în același an că KSI era directorul a trei companii britanice, cu un capital total de 1,7 milioane de lire sterline (2,2 milioane de dolari).
Business Insider a raportat că meciul de box amator al KSI față de Logan Paul în 2018 a generat în jur de 8,5 milioane de lire sterline (11 milioane de dolari / 46 de milioane de lei) doar din venituri pay-per-view și un venit suplimentar live de peste 2,7 milioane de lire sterline (3,5 milioane de dolari / 14.6 milioane de lei) din vânzările de bilete. Unele estimări au calculat câștigurile potențiale din luptă între 30 și 40 de milioane de lire sterline fiecare, dar KSI a respins aceste afirmații, afirmând că câștigurile sale erau „o sumă mare”, dar „nicăieri aproape de 40 de milioane de lire sterline sau 20 de milioane de lire sterline”.
Într-un interviu acordat Men's Health, KSI a confirmat că deține și el peste zece proprietăți „în toată Anglia”, cu o valoare combinată de peste 10 milioane de lire sterline.
În 2020, The Sunday Times a estimat câștigurile KSI la 12 milioane de lire sterline pe an.
În 2021, The Sunday Times a estimat câștigurile KSI la 25 de milioane de lire sterline pe an.

## Munca de caritate
KSI a susținut o serie de cauze caritabile în cariera sa, strângând și donând peste jumătate de milion de lire sterline.
În 2015, KSI a donat 10.000 de dolari unui flux de caritate online realizat de YouTuberul Castro1021 și a participat la evenimentul Race Against Slime, strângând bani pentru SpecialEffect, o fundație care dezvoltă tehnologie pentru a ajuta persoanele cu dizabilități fizice să joace jocuri video. Între 2016 și 2018, KSI și restul Sidemen au găzduit și au participat la trei evenimente de fotbal de caritate, strângând doar 400.000 de lire sterline pentru diferite organizații caritabile, inclusiv Saint's Foundation, Childline, Young Minds și Charlton Athletic Community Trust. La 8 mai 2020, KSI a ajutat ca o bancă de alimente să susțină campania The Independent's Help the Hungry. KSI a donat 10.000 de dolari Black Lives Matter Global Network Foundation pe 2 iunie 2020 și 50.000 de dolari unor alte organizații caritabile care susțin viețile negre. În septembrie 2020, KSI a făcut o donație substanțială de îmbrăcăminte pentru proiectul Seaview. La 18 decembrie 2020, KSI a pregătit mese pentru a sprijini campania Evening Standard's Food for London Now. KSI a donat 10.000 de lire sterline pentru strângerea de fonduri „Lol-a-thon” a BBC Radio 1 pentru Comic Relief la 11 martie 2021. La 30 martie 2021, s-a anunțat că KSI a semnat o scrisoare deschisă, scrisă de Lenny Henry , pentru a-i îndemna pe britanicii negri pentru a lua vaccinul COVID-19.
KSI a participat, de asemenea, la diferite emisiuni naționale de televiziune cu scop caritabil, cum ar fi Comic Relief, Sport Relief, Children in Need și Stand Up To Cancer. KSI a apărut în single-ul caritabil „Copiii în nevoie” 2020 „Stop Crying Your Heart Out”.

## Rezultatele inregistrate in cariera de box

### Profesionisti
| 3 Victorii (2 victorii înainte de limită, 1 prin decizie), 0 Înfrângeri , 0 Egalități |

| No. | Rez.     | Record | Oponent             | Tip | Runda, timp | Data        | Locatie                                     | Note                                        |
| --- | -------- | ------ | ------------------- | --- | ----------- | ----------- | ------------------------------------------- | ------------------------------------------- |
| 4   | N/A      | N/A    | Dillon Danis        | N/A | – (6)       | 14 Jan 2023 | Wembley Arena, London, England              |                                             |
| 3   | Victorie | 3–0    | Luis Alcaraz Pineda | KO  | 3 (3), 0:50 | 27 Aug 2022 | The O2 Arena, London, England               |                                             |
| 2   | Victorie | 2–0    | Swarmz              | KO  | 2 (3), 0:28 | 27 Aug 2022 | The O2 Arena, London, England               | A castigat centura ICB la categoria cruiser |
| 1   | Victorie | 1–0    | Logan Paul          | SD  | 6           | 9 Nov 2019  | Staples Center, Los Angeles, California, US |                                             |

### Amatori
| o victorie (1 înainte de limită), 0 Înfrângeri , o egalitate |

| No. | Rez.     | Record | Oponent    | Tip | Runda, timp | Data        | Locatie                               | Note |
| --- | -------- | ------ | ---------- | --- | ----------- | ----------- | ------------------------------------- | ---- |
| 2   | Remiza   | 1–0–1  | Logan Paul | MD  | 6           | 25 Aug 2018 | Manchester Arena, Manchester, England |      |
| 1   | Victorie | 1–0    | Joe Weller | TKO | 3 (6), 1:30 | 3 Feb 2018  | Copper Box Arena, London, England     |      |

## Legături externe
- KSI la Internet Movie Database